# Listă de arhitecți polonezi
Lista de mai jos cuprinde arhitecții polonezi și de origine poloneză notabili, ordonați după stilul artistic în care și-au creat operele.

## Gotic

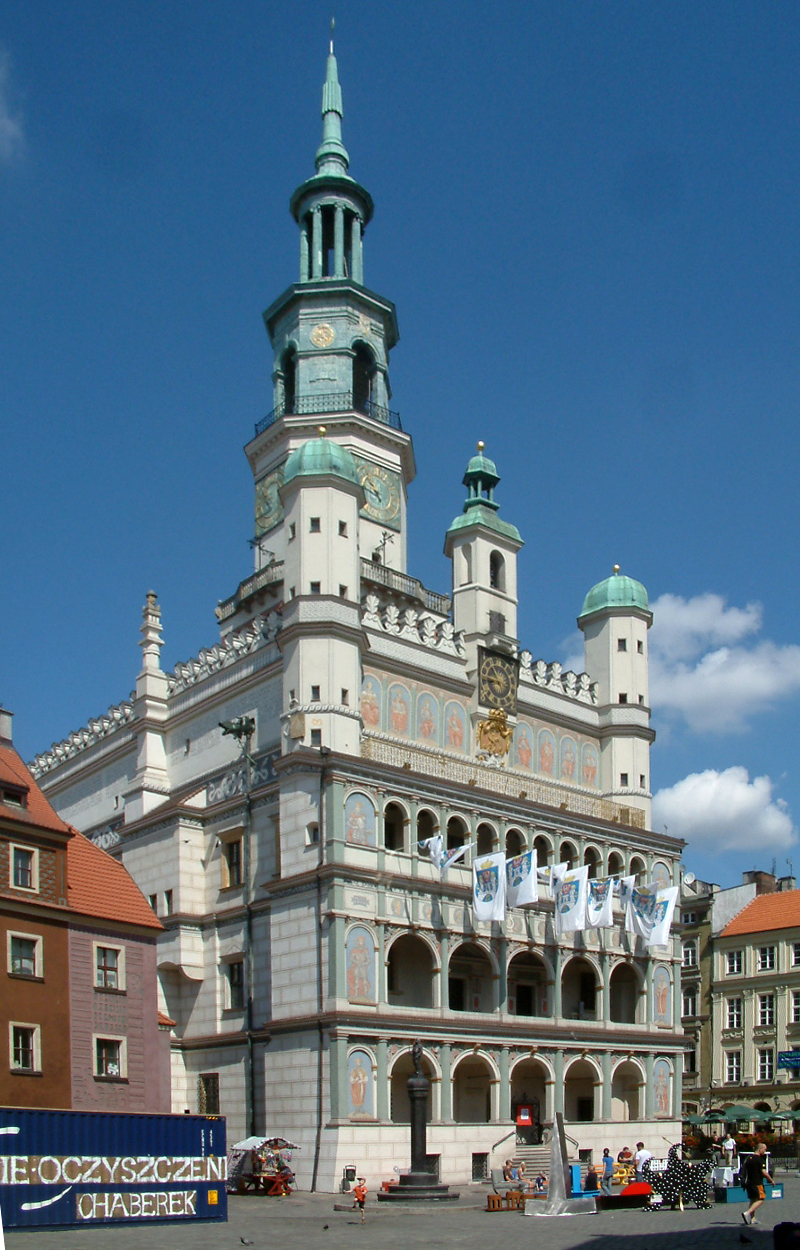
Primăria din Poznań

## RenaștereașiManierismul
- Jakub Balin[1]
- Bartłomiej Berecci (c.1480–1537)
- Krzysztof Bonadura Starszy (1582–1670)[2]
- Santi Gucci (c. 1530–1599)
- Jan Baptysta Wenecjanin (c. 1500- 1563)
- Jan Michałowicz (1530-1578)[3]
- Bernardo Morando (c. 1540–1600)
- Antoni van Obberghen (1543–1611)
- Wojciech Piekarski sec. al XVI-lea
- Giovanni Battista di Quadro z Lugano (n. 1590)
- Gabriel Słoński (1520-1598)[3]
- Jan Strakowski[4] (1567–1642)

## Baroc
- Krzysztof Arciszewski (1592–1656)
- Kacper Bażanka[5] (c. 1689–1726)
- Piotr Beber[2]
- Jan Frankiewicz[1]
- Christof Marselis (1670s — 1731)
- Bartłomiej Nataniel Wąsowski[1]  (1617-1687)

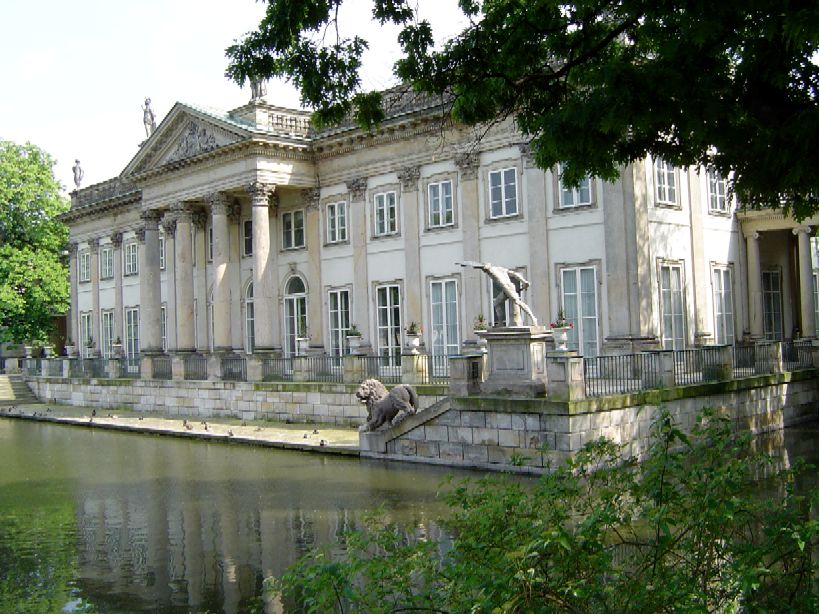
D. Merlini: Palatul Wodzie din Łazienki

- Tylman van Gameren (1632-1706)
- Jan Zaor

## Sec. al XVIII-lea:Post-baroc,Rococoși Clasic
- Chrystian Piotr Aigner (1756–1841)
- Józef Boretti (1746–1849)
- Jakub Fontana (1710–1773)
- Paweł Giżycki[1]
- Jan Krzysztof Glaubitz (1700–1767)
- Faustyn Grodzicki[1]
- Wawrzyniec Gucewicz (1753–1798)
- Jan Christian Kamsetzer (1753–1795)
- Józef Karsznicki[1]
- Marcin Knackfus (ca. 1742–ca. 1821)
- Franciszek Koźmiński[1]
- Jakub Kubicki (1758–1833)
- Fryderyk Albert Lessel (1767–1822)
- Andrzej Melenski (1766-1833)[6]
- Dominik Merlini (1730–1797)
- Józef Feliks Rogaliński[1]
- Antoni Solari
- Bonawentura Solari
- Efraim Szreger (1727–1783)
- Stanisław Zawadzki (1743–1806)
- Szymon Bogumił Zug (1733–1807)
- Tomasz Żebrowski (XVIII w.)[1]

## Sec. al XIX-lea: Istoricism și Stilul eclectic
- Julian Ankiewicz (1820–1903)

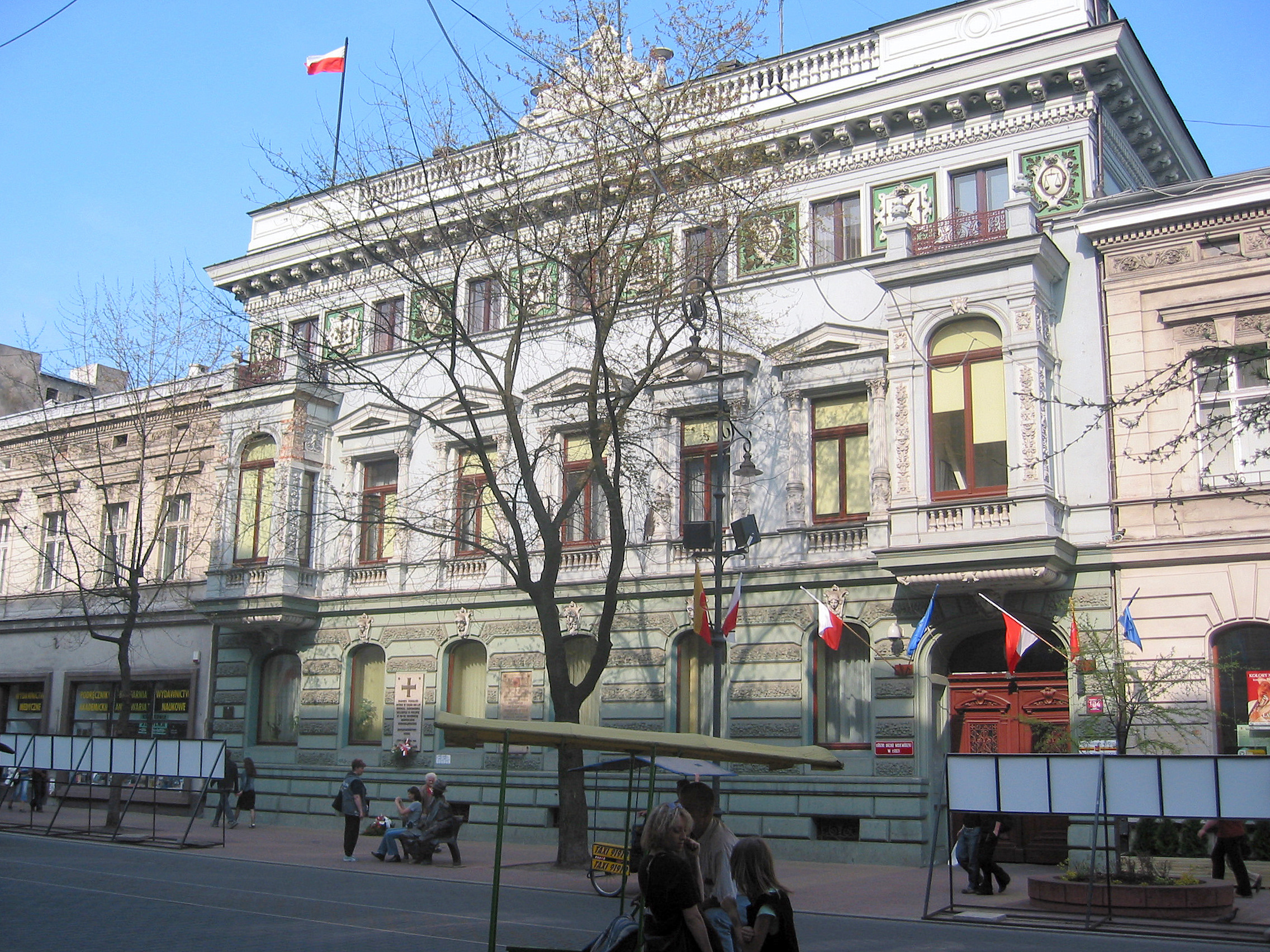
H. Majewski: Palatul Heinzla din Łodzi

- Bronisław Brochwicz-Rogoyski (1861–1921)
- Franciszek Chełmiński (1862–1932)
- Edward Cichocki (1833–1899)
- Julian Cybulski[7]
- Tomasz Bohdanowicz-Dworzecki (1859-1920)
- Józef Pius Dziekoński[8] (1844–1927)
- Władysław Ekielski[7] (1855–1927)
- Zygmunt Gorgolewski (1845–1903)
- Józef Gosławski (1865-1904)
- Stanisław Grochowicz
- Władysław Hirszel (1831–1889)
- Juliusz Hochberger[7]
- Józef Huss (1846–1904)
- Józef Kajetan Janowski[7] (1832-1914)
- Alfred Kamienobrodzki[7] (1844-1922)
- Karol Knaus
- Feliks Księżalski (1820-1884)[7]
- Gustaw Landau-Gutenteger (1879–1917)
- Dawid Lande (1868–1928)
- Józef Grzegorz Lessel (1802–1844)
- Wiesław Lisowski, (1884–1954)
- Antoni Łuszkiewicz, (1838-1886)[9]
- Michał Łużecki[7] (1868-after 1939)
- Hilary Majewski (1838–1892)
- Karol Majewski (1824-1897)[10]
- Enrico Marconi (1792–1863)
- Władysław Marconi (1848–1915)
- Franciszek Miechowicz (1786 – 1852)[11]
- Maciej Moraczewski[7] (1840–1928)
- Michael Novosielski[12]
- Sławomir Odrzywolski-Nałęcz[7] (1846–1933)
- Józef Orłowski
- Józef Plośko
- Karol Podczaszyński (1790-1860)
- Bolesław Podczaszyński (1822–1876), fiul lui Karol Podczaszyński
- Filip Pokutyński (1829–1879)[7][9]
- Tomasz Pryliński (1847–1895)[7][9]
- Władysław Sadłowski (1869-1940)
- Franciszek Skowron[7]
- Roger Sławski (1871–1963)
- Józef Sosnowski[7]
- Stefan Szyller[7] (1857–1933)
- Aleksander Szymkiewicz[13]
- Hipolit Śliwiński[7] (1866- 1932)
- Leopold Śmieciński
- Teodor Talowski (1857–1910)
- Julian Zachariewicz (1837–1898)
- Jan Zawiejski (1854–1922)
- Adolf Zeligson
- Józef Sare (1850-1929)[9]
- Karol Zaremba (1846-1897)[9]
- Jan Sas Zubrzycki (1860-1935)
- Stefan Żołdani

## Sec. XX-lea până în prezent: Modernism

### A
- Stanisław Adamski

### B

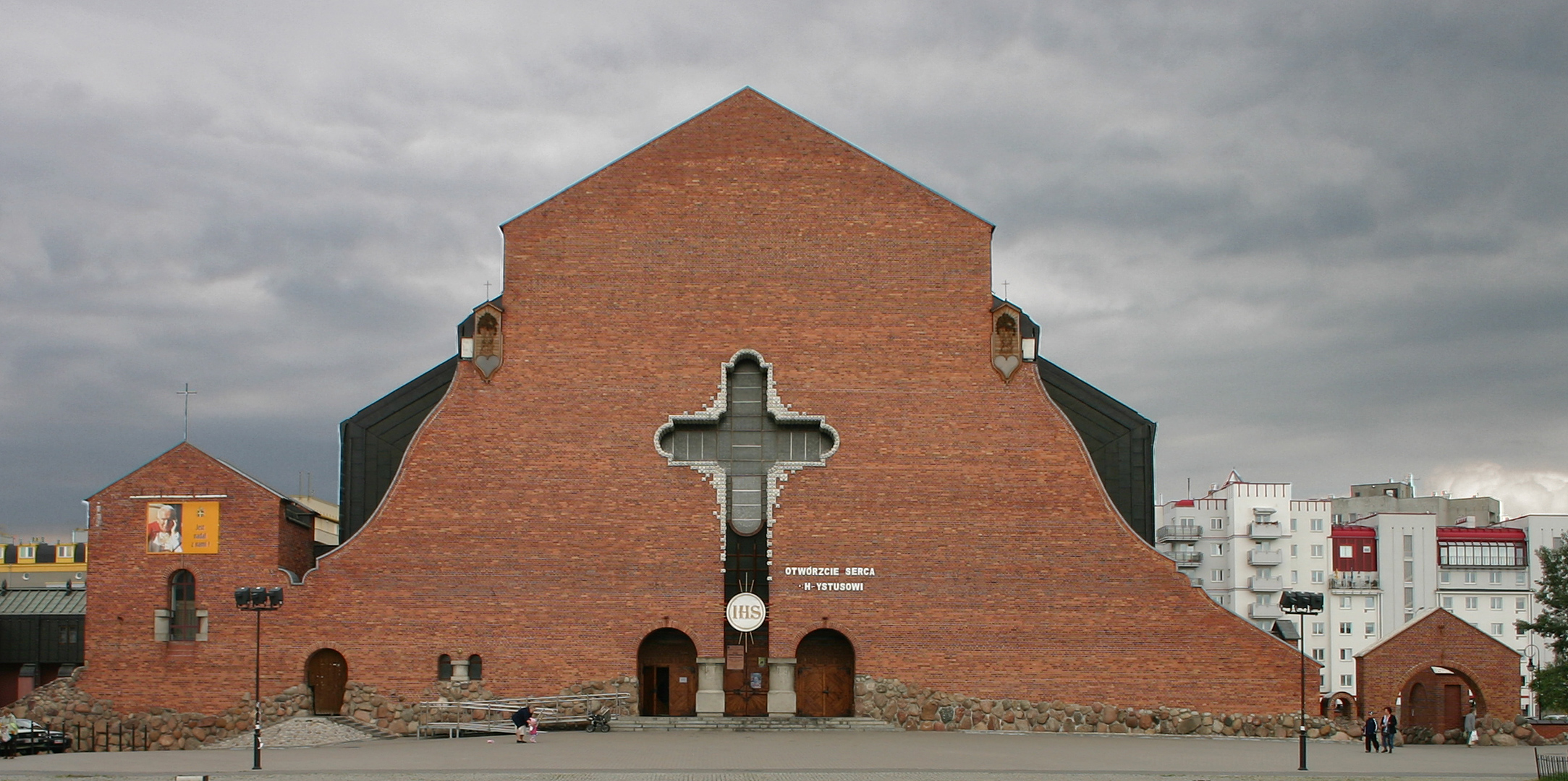
M. Budzyński: Biserică în Varşovia, districtul Ursynów

- Roman Bandurski[14][15] (1874-1949)
- Stefan Bryła (1886–1943)

### C

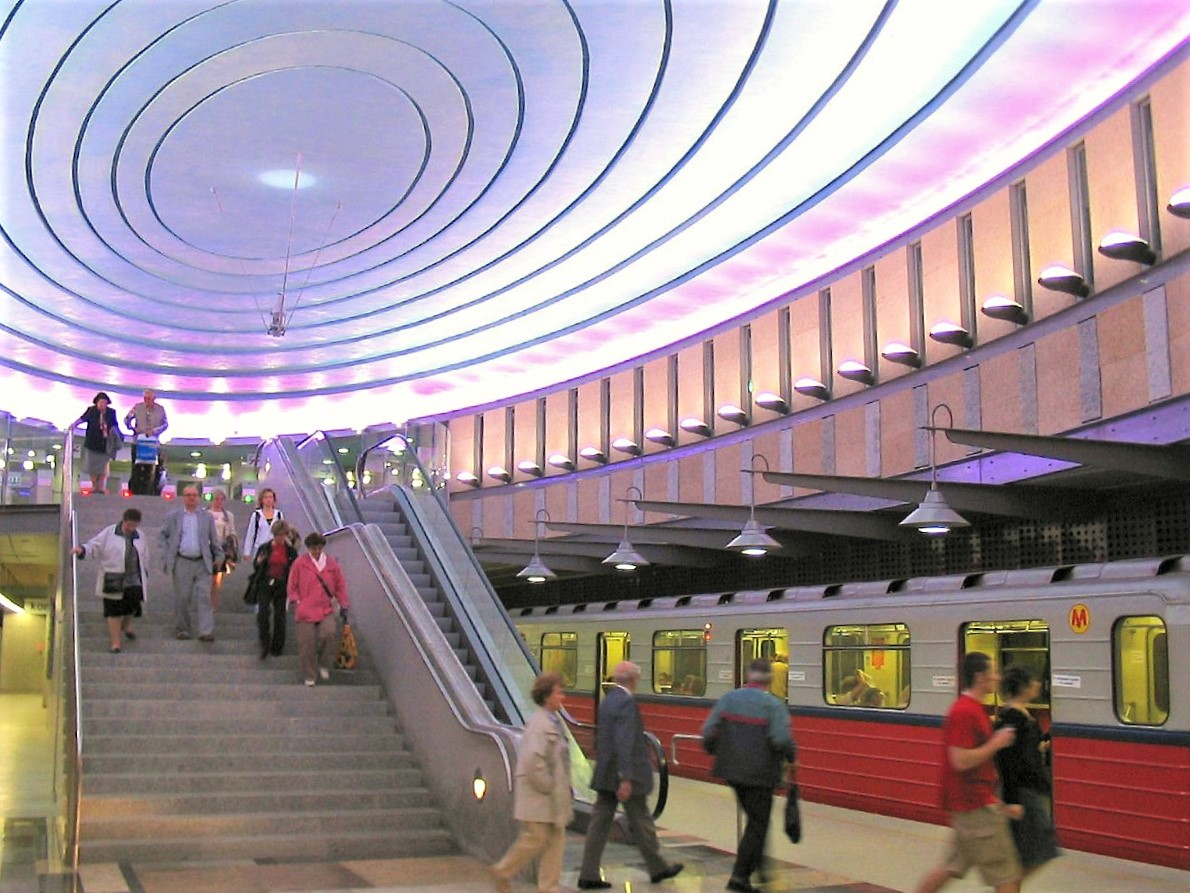
A. Chołdzyński: Staţia metro, Varşovia, Piaţa Wils

- Adolf Ciborowski[16] (1918-1987)
- Jan Cieśliński[17]
- Gerard Ciołek

### D
- Władysław Derdacki[7] (1882-1951)

### F
- Roman Feliński
- Stanisław Fiszer (n. 1935)

### H
- Stanisław Hempel[18] (1892–1954)
- Jerzy Hryniewiecki[19] (1909–1988)

### G
- Henryk Julian Gay (Henryk Gaj) (1875-1936)[20]

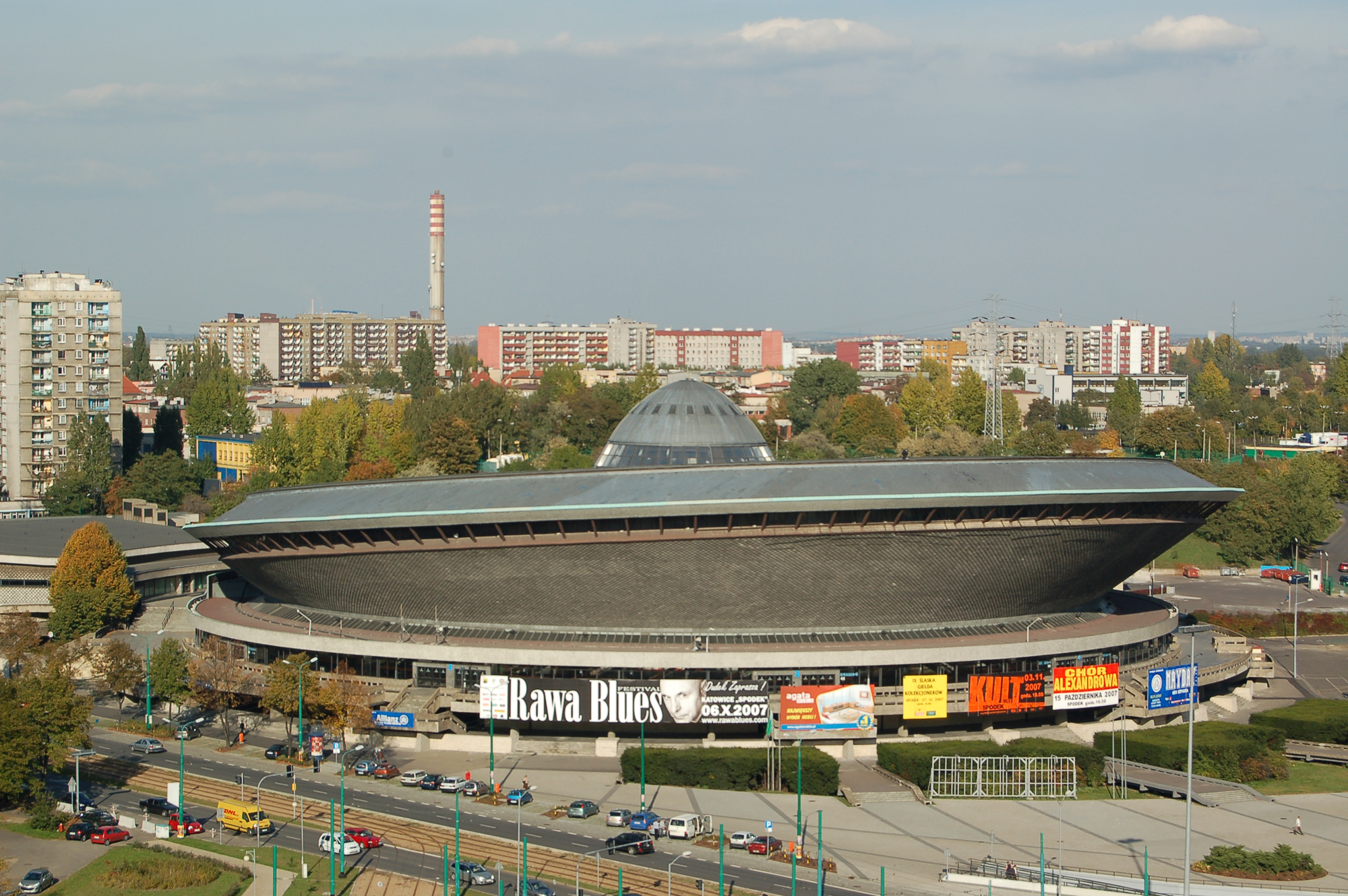
Maciej Gintowt: Spodek, Katowice

- Vladislav Gorodetsky (1863-1930)[21] (Leszek Dezydery Władysław Horodecki)

### J
- Stanisław Jankowski

### K

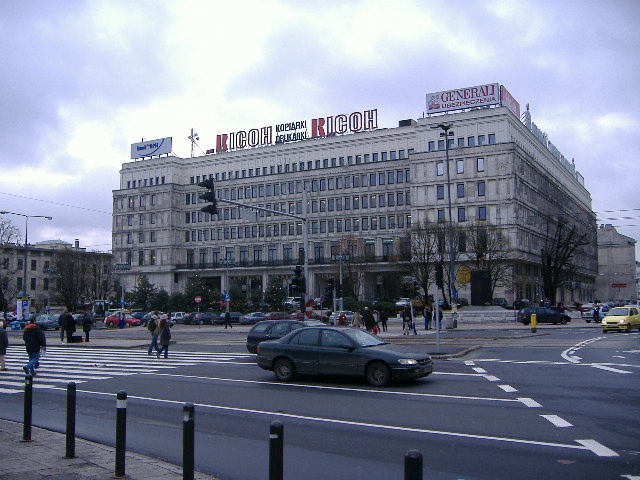
W. Kłyszewski, J. Mokrzyński, E. Wierzbicki: Clădirea KC PZPR în Varşovia

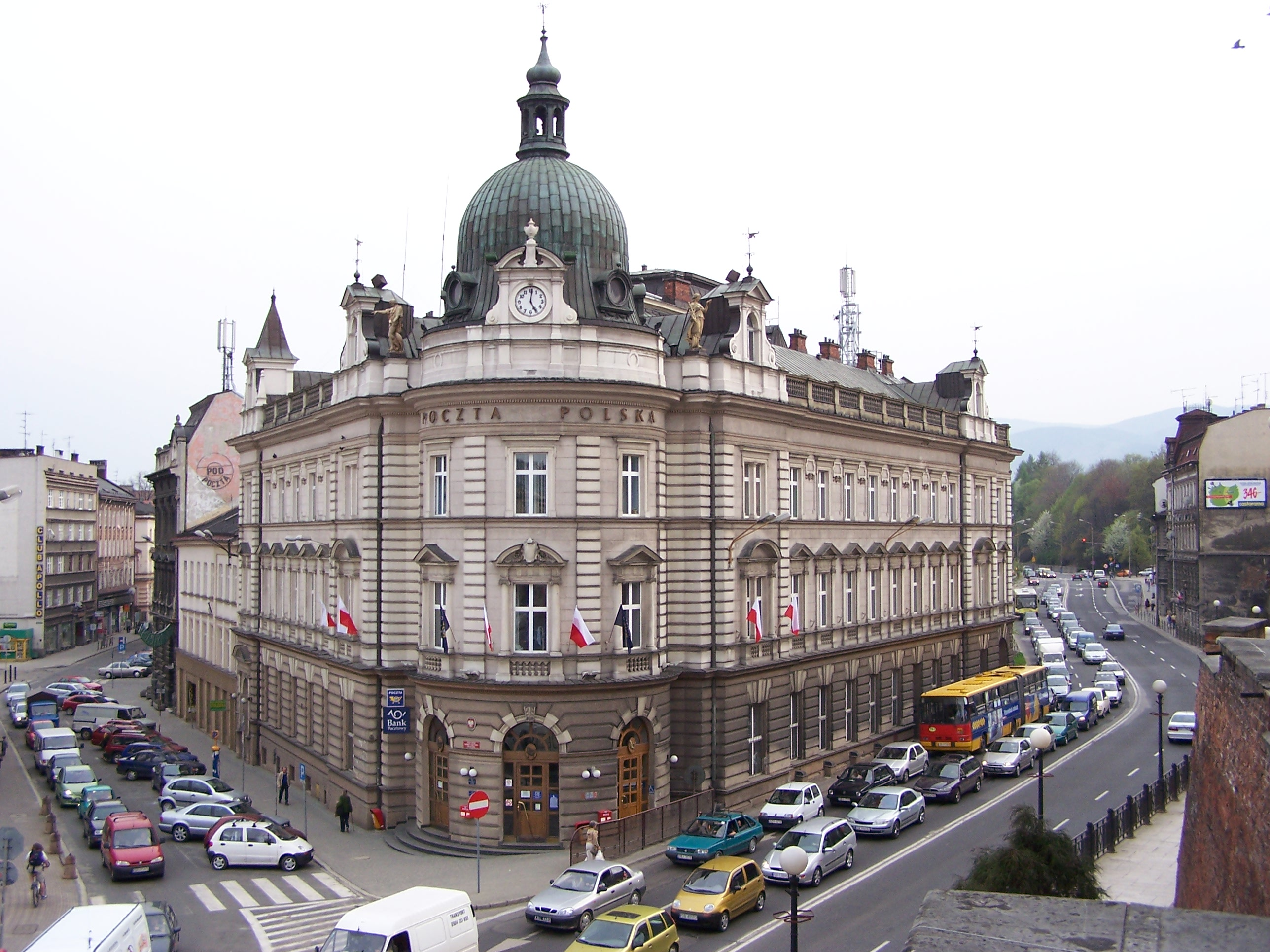
K. Korn: Clădire în Bielsko-Biała

- Bolesław Kardaszewski
- Zbigniew Karpiński
- Ignacy Kędzierski[7]  (1877-1968)
- Zygmunt Kędzierski[7] (1839-1924)
- Andrzej Kiciński (n. 1938),
- Wacław Kłyszewski (1910–2000)
- Jan Knothe
- Jan Kopydłowski
- Karol Korn (1852–1906)
- Witold Korski
- Dariusz Kozłowski (n. 1942)
- Karol Kozłowski
- Maciej Krasiński
- Czesław Krassowski
- Jacek Krenz
- Bogdan Krzyżanowski[7]
- Wacław Krzyżanowski
- Konrad Kucza-Kuczyński (n. 1941)
- Ewa Kuryłowicz
- Stefan Kuryłowicz (1949–2011)
- Igor Kaźmierczak (n. 1980)

### L
- Bohdan Lachert[22] (1900–1987)
- Rudolf Lachert (n. 1926)

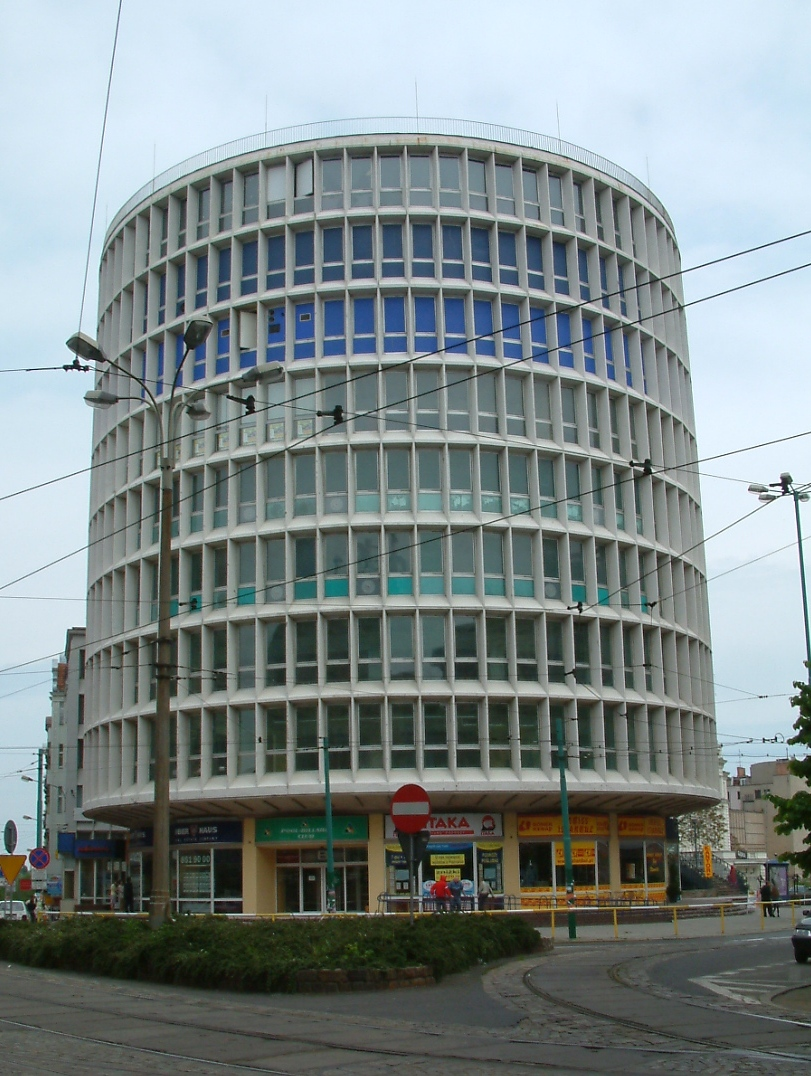
M. Leykam, DT "Orąglak" la Poznan

- Zbigniew Brochwicz-Lewiński[7][15] (1877-1951)
- Marek Leykam (1908–1983)
- Romuald Loegler (n. 1940)
- Piotr Lubiński
- Piotr Lewicki

### M
- Zygmunt Majerski (1909–1979)
- Józef Malinowski
- Bolesław Malisz (1910–1995)
- Edmund Małachowicz (n. 1925)
- Kazimierz Marczewski
- Józef Masłowski[7]
- Zdzisław Mączeński (1878–1961)
- Franciszek Mączyński[7] (1874–1947)
- Witold Milewski
- Maciej Miłobędzki (n. 1959)
- Witold Minkiewicz[7] (1880-1961)
- Jerzy Mokłowski
- Kazimierz Mokłowski[7]
- Jerzy Mokrzyński (1909–1997)
- Witold Molicki
- Andrzej Miklaszewski

### N
- Maciej Nowicki (1910-1950)[23]

### O
- Tadeusz Obmiński[7] (1874-1932)

### P
- Sylwester Pajzderski[24] (1876-1953)
- Włodzimierz Podhorodecki[7]
- Georg Przyrembel (1885-1956)[25]
- Bohdan Pniewski[26] (1897-1965)

### R

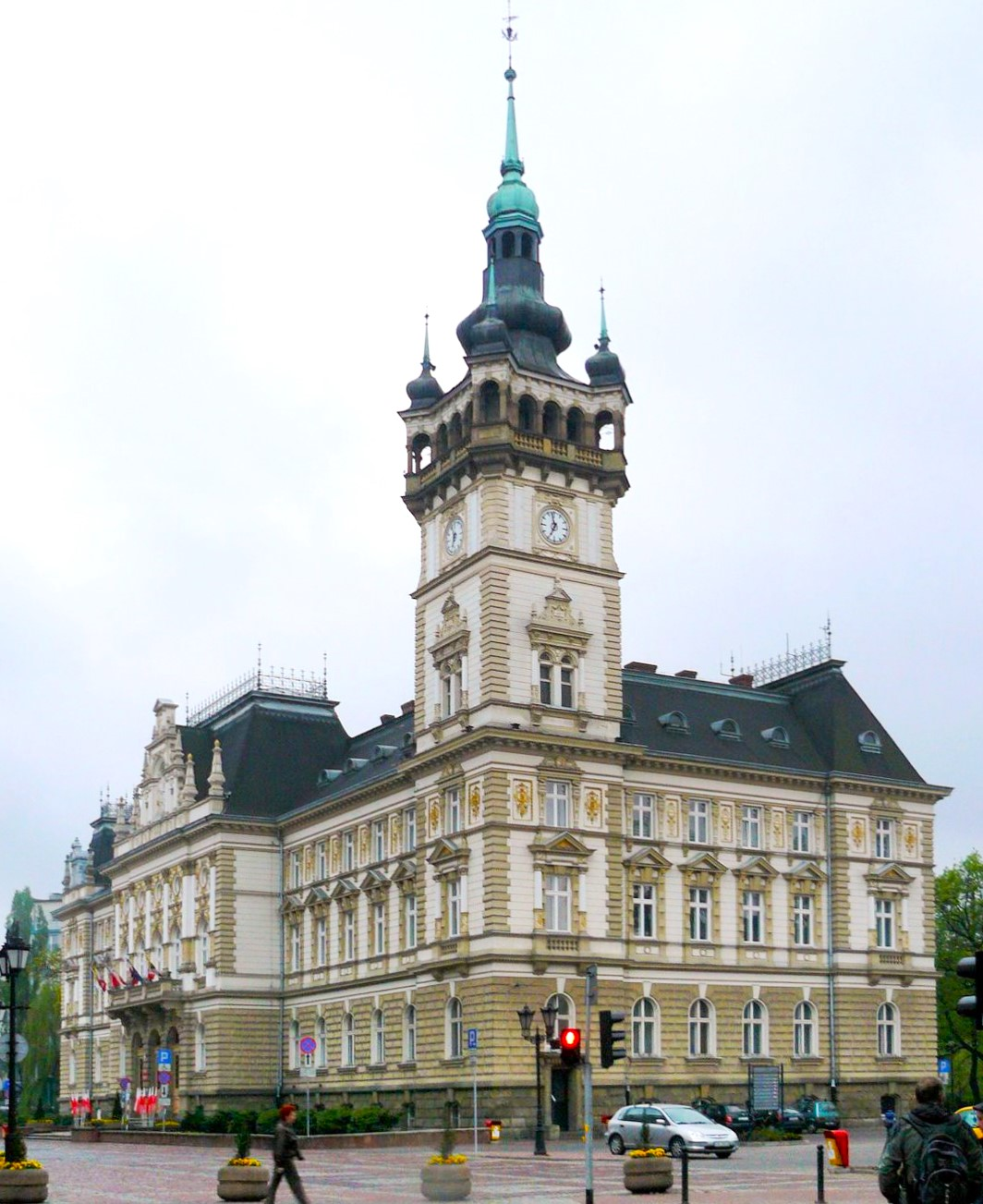
Emanuel Rost: Primăria din Bielsko-Biała

- Wincenty Rawski[7]
- Stanisław Ryniak (1915–2004)

### S
- Roger Sławski (1871-1963)[17]
- Jerzy Sołtan (1913–2005)
- Oskar Sosnowski
- Tadeusz Stryjeński (1849-1943)[9][27]
- Szymon Syrkus (1893-1964)[23]
- Helena Syrkus[28] (1900-1982)
- Józef Szanajca[22]
- Witold Szolginia[7] (1923–1996)
- Adolf Szyszko-Bohusz[7] (1883–1948)

### T
- Czesław Thullie[15] (1886-1976)

### U
- Michał Ulam[7] (1879-1938)
- Kazimierz Ulatowski (1884–1975)[17]
- Tomasz Urbanowicz

### W
- Jan Koszczyc-Witkiewicz (1881–1958)
- Kazimierz Wyczyński[27]

### Z
- Wojciech Zabłocki (n. 1930)
- Alfred Zachariewicz
- Jan Zachwatowicz (1900–1983)
- Zbigniew Zieliński (1907-1968)[17]
- Wiktor Zin (1925–2007)

### Ż
- Juliusz Żórawski